# セロリ・ビクター
セロリ・ビクター（英語: Celery victor）は、セロリをマリネした伝統的なアメリカ料理のひとつ。サンフランシスコのセント・フランシスホテルの料理長であったビクター・ハーツラーによって1910年に考案された。 
この料理は、作家のクラレンス・エドワードが 1914年に著書『ボヘミアン・サンフランシスコ・レストラン・ガイド』で広めた。セロリを鶏肉または牛肉のストックで煮て冷やし、ピーマンを加えて柑橘または酢でマリネする。レタスの上にのせて提供されたり、アンチョビが添えられることもある。